# Mieko Takamine
Mieko Takamine (高峰三枝子, Takamine Mieko) est une actrice japonaise, née le 2 décembre 1918 et morte le 27 mai 1990. Son vrai nom est Mieko Suzuki (鈴木三枝子, Suzuki Mieko).

## Biographie
Mieko Takemine a tourné dans près de 200 films entre 1936 et 1990.

## Filmographie sélective
- 1936 : Chante haut et fort (君よ高らかに歌へ, Kimi yo takaraka ni utae?) de Hiroshi Shimizu

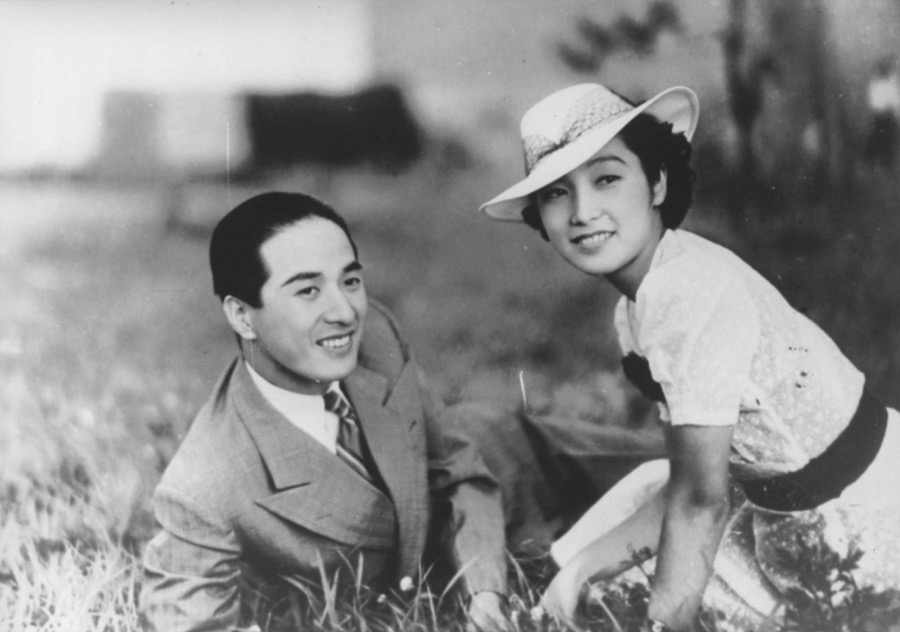
Mieko Takamine dans Junjō nijūsō (1939).

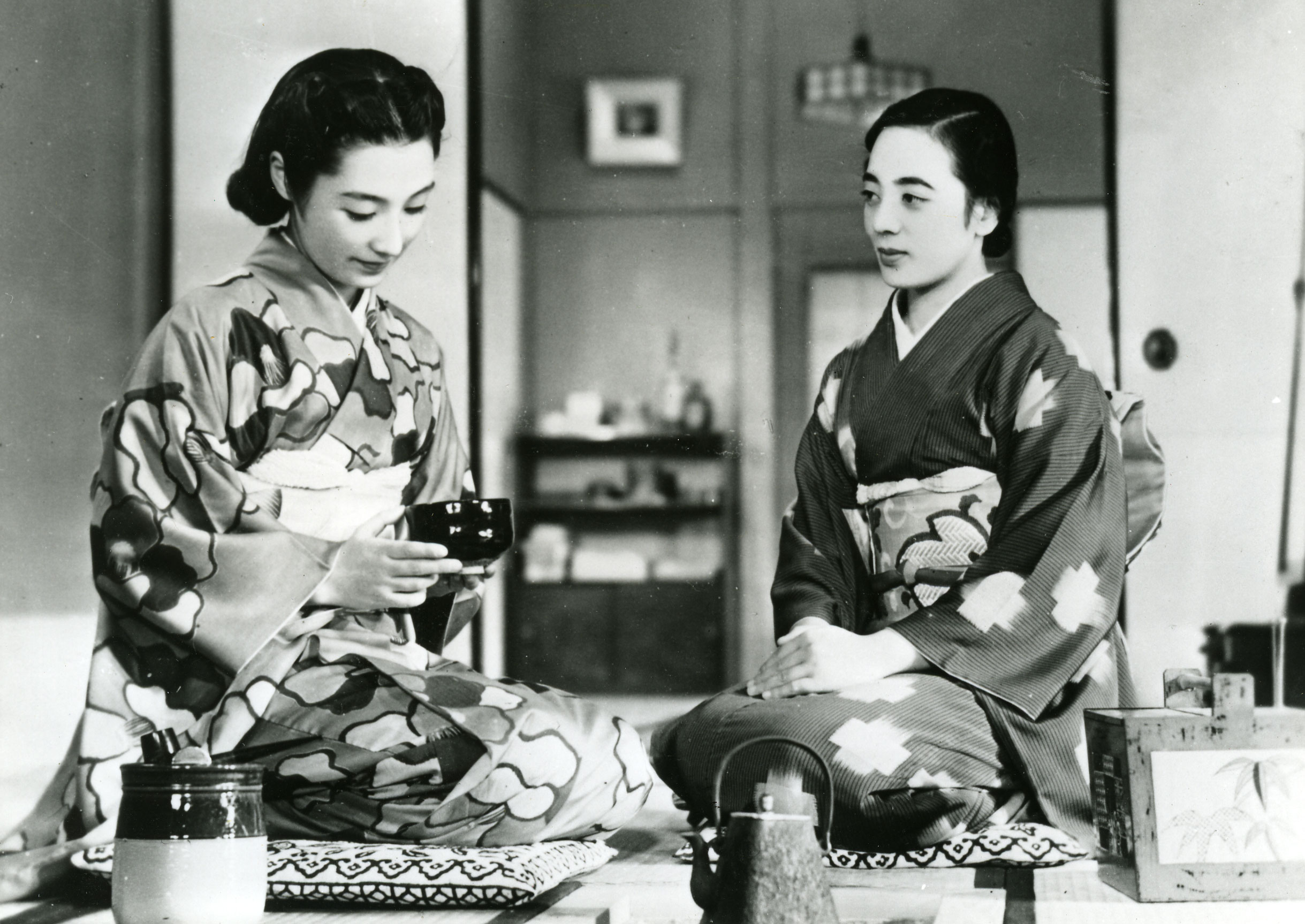
Mieko Takamine et Kuniko Miyake dans Les Frères et Sœurs Toda (1941).

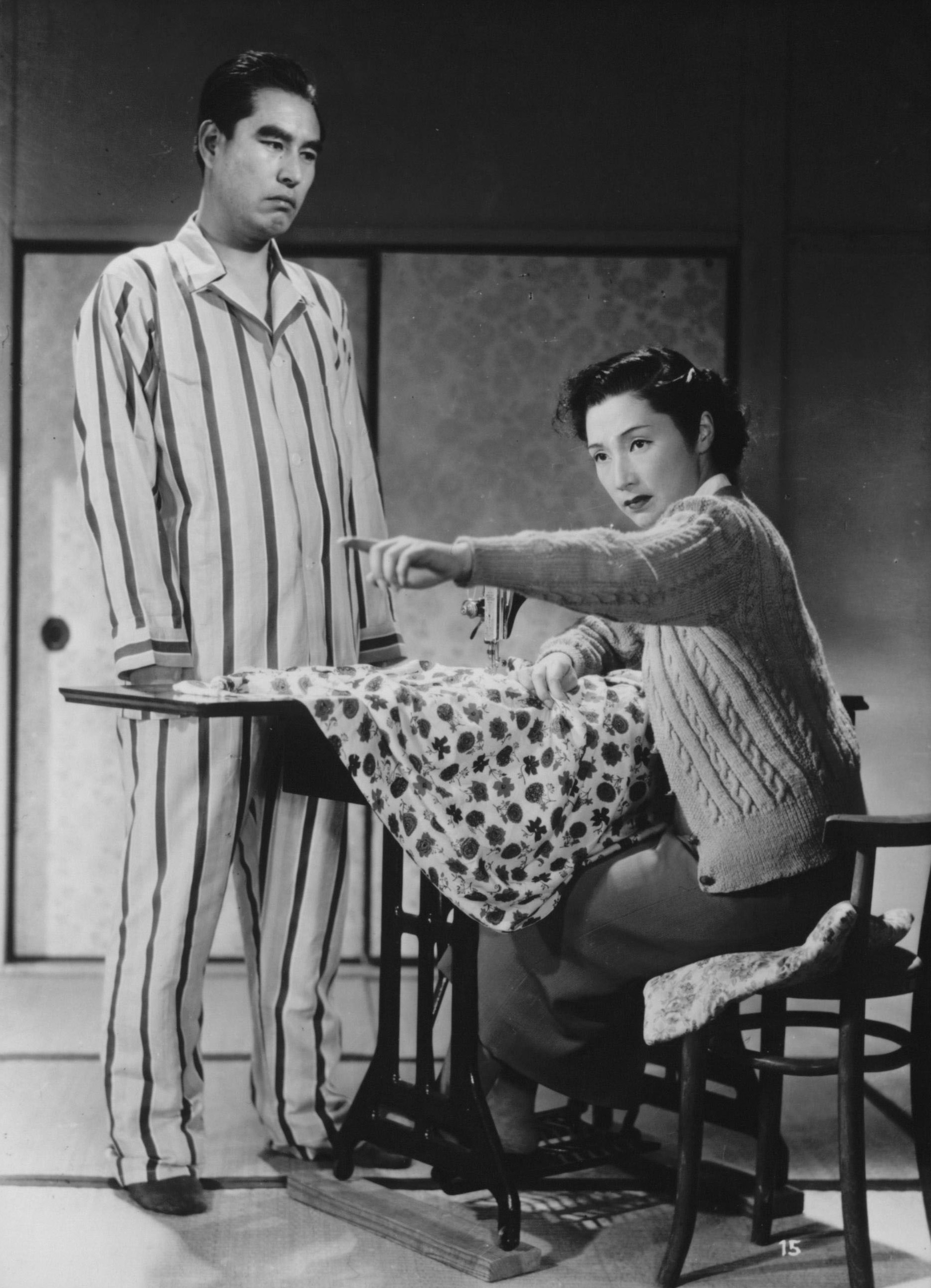
Shin Saburi et Mieko Takamine dans L'École de la liberté (1951).

- 1937 : La Flotte sans ennui de l'amour (恋愛無敵艦隊, Ren'ai muteki kantai?) de Hiroshi Shimizu
- 1937 : Rouge et vert (朱と緑, Shu to midori?) de Yasujirō Shimazu
- 1937 : Le Démon de l'or (金色夜叉, Konjiki yasha?) de Hiroshi Shimizu
- 1937 : Les Trois Prétendants (婚約三羽烏, Konyaku sanbagarasu?) de Yasujirō Shimazu : Reiko
- 1937 : Les Lumières d’Asakusa (浅草の灯, Asakusa no hi?) de Yasujirō Shimazu
- 1938 : Les Nouvelles Familles (新家庭暦, Shin katei reki?) de Hiroshi Shimizu
- 1938 : Une femme et son masseur (按摩と女, Anma to onna?) de Hiroshi Shimizu : Michiho Misawa
- 1939 : Junjō nijūsō (純情二重奏?) de Yasushi Sasaki : Eiko Takayama
- 1939 : Courant chaud (暖流, Danryū?) de Kōzaburō Yoshimura : Keiko Shima
- 1940 : Nobuko (信子, Nobuko?) de Hiroshi Shimizu : Nobuko Komiyama
- 1941 : Les Frères et Sœurs Toda (戸田家の兄妹, Todake no kyodai?) de Yasujirō Ozu : Setsuko Toda
- 1941-1942 : La Vengeance des 47 rōnin (元禄 忠臣蔵, Genroku Chushingura?) de Kenji Mizoguchi : Omino
- 1945 : Le Chant de la victoire (必勝歌, Hissho ka?) de Masahiro Makino, Kenji Mizoguchi, Hiroshi Shimizu et Tomotaka Tasaka
- 1947 : Encore une fois (今ひとたびの, Ima hitotabi no?) de Heinosuke Gosho : Akiko Tsuzuki
- 1950 : Évasion (脱獄, Datsugoku?) de Kajirō Yamamoto
- 1951 : La Danseuse (舞姫, Maihime?) de Mikio Naruse : Namiko
- 1951 : L'École de la liberté (自由学校, Jiyū gakkō?) de Minoru Shibuya
- 1953 : Épouse (妻, Tsuma?) de Mikio Naruse : Mihoko Nakagawa
- 1956 : Eyes of Children (子供の眼, Kodomo no me?) de Yoshirō Kawazu : Sachiko
- 1957 : Élégie du Nord (晩歌, Banka?) de Heinosuke Gosho : Akiko Katsuragi
- 1961 : La Généalogie des sentiments (愛情の系譜, Aijo no keifu?) de Heinosuke Gosho
- 1961 : L'Âge du mariage (婚期, Konki?) de Kōzaburō Yoshimura
- 1962 : Mademoiselle Ogin (お吟さま, Ogin-sama?) de Kinuyo Tanaka
- 1963 : Akutaro (悪太郎, Akutarō?) de Seijun Suzuki
- 1963 : La Mer étincelante (光る海, Hikaru umi?) de Kō Nakahira
- 1968 : Le Soleil de Kurobe (黒部の太陽, Kurobe no taiyō?) de Kei Kumai : Kayo
- 1976 : Le Complot de la famille Inugami (犬神家の一族, Inugami-ke no ichizoku?) de Kon Ichikawa : Matsuko Inugami
- 1978 : La Reine des abeilles (女王蜂, Joōbachi?) de Kon Ichikawa : Takako Higashikoji
- 1978 : Le Phénix (火の鳥, Hi no tori?) de Kon Ichikawa : la reine Himiko
- 1979 : Sanada Yukimura no bōryaku (真田幸村の謀略?) de Sadao Nakajima
- 1980 : La Tuile de Tenpyo ou Un océan à traverser (天平の甍, Tenpyo no iraka?) de Kei Kumai
- 1980 : Kōfukugō shuppan (幸福号出帆?) de Kōichi Saitō
- 1984 : Appassionata (序の舞, Jo no mai?) de Sadao Nakajima
- 1988 : Rabu sutori o kimini (ラブ・ストーリーを君に?) de Shin'ichirō Sawai
- 1989 : Four Days of Snow and Blood (226, Ni ni roku?) de Hideo Gosha : Haruko Saito

## Distinctions
Sauf indication contraire, les informations mentionnées dans cette section peuvent être confirmées par la base de données cinématographiques IMDb,  présente dans la section « Liens externes ».

### Décoration
- 1985 : Médaille au ruban pourpre

### Récompenses
- 1977 : prix Blue Ribbon du meilleur second rôle féminin pour Le Complot de la famille Inugami[2]
- 1986 : prix spécial du film Mainichi pour l'ensemble de sa carrière[3]
- 1991 : prix spécial à la Japan Academy Prize[4]